# Arthur White
Arthur White (Londen, 1933) is een Engels toneel- en televisieacteur. Hij speelde een rol in The Professionals. Hij is waarschijnlijk het bekendst als politie-archivaris PC Ernest Ernie Trigg in de populaire Britse detectiveserie A Touch of Frost, naast zijn broer David Jason die de rol van Frost speelt. Hij trad ook op in London's Burning in het midden tot eind jaren 90 in de rol van Derek. Hij is ruim 55 jaar acteur. 
Zijn eerste televisieoptreden was in Let's Have a Murder met Jimmy Jewel in 1950. In 2008 verscheen hij samen met zijn broer Jason weer in The Color of Magic als "Rerpf".